# Horst Tappert
Pour les articles homonymes, voir Horst (homonymie).
Horst Tappert, né le 26 mai 1923 à Elberfeld (aujourd'hui quartier de Wuppertal) et mort le 13 décembre 2008 à Munich, est un acteur allemand. Il s'est fait connaître à l'étranger par son rôle de Stephan Derrick dans Inspecteur Derrick. Outre cette série, il a joué dans de nombreux films et téléfilms depuis la fin des années 1950. Lors de la Seconde Guerre mondiale, il a servi dans la Waffen-SS, notamment dans la division Totenkopf, ce qui n'a été révélé qu'après sa mort.

## Biographie

### Jeunesse
Horst Tappert naît le 26 mai 1923 d'un père employé des postes. Après l'école élémentaire il commence un apprentissage d'employé de commerce.

### Seconde Guerre mondiale

#### Soldat dans la Wehrmacht
Au début de la Seconde Guerre mondiale, Horst Tappert est incorporé comme soldat dans la Wehrmacht en 1940. Il déclara y avoir été soldat-ambulancier et avoir été fait prisonnier à la fin de la guerre sur le front de l'Est.

#### Soldat dans la Waffen-SS
Cette déclaration est contredite par les recherches du sociologue allemand Jörg Becker auprès du WASt, qui révèlent en 2013 qu'il a servi comme soldat dans la Waffen-SS,,. Des documents publiés par la presse allemande (Der Spiegel, Bild) précisent qu'il a d'abord été affecté en 1942, à l'âge de 19 ans, à la SS-Flak-Ersatzabteilung comme simple soldat (un bataillon de dépôt et d'instruction chargé de former les jeunes recrues destinées à servir dans les unités de DCA rattaché à la Luftwaffe) à Arolsen. Sa formation de base terminée, il est affecté en 1943 au 14.Flak-Abteilung der SS.Panzergrenadier-Regiment 1 Totenkopf, c'est-à-dire à la 14e compagnie de D.C.A. du régiment de grenadiers blindés nr.1 Totenkopf, appartenant à la 3e division SS Totenkopf, laquelle est alors en opération sur le front de l'Est.
Peu de temps après, Horst Tappert est blessé au bras et au dos lors de combats dans la région de Kharkov. Il est évacué sur l'hôpital de campagne de la Großdeutschland à Poltava (Ukraine) le 27 mars 1943, avant d'être ramené sur les arrières du front à Lublin (Pologne) le 4 avril, puis à Vienne (Autriche) le 11 avril 1943. Les documents officiels ne précisent pas ce qu'il devint jusqu'à la fin de la guerre.
La division SS Totenkopf a combattu exclusivement sur le front de l'Est après cette date et s'est rendue coupable en Union soviétique de l'assassinat de prisonniers et de civils, de la destruction et du pillage de nombreux villages,.
Les révélations de son passé nazi par le quotidien allemand Frankfurter Allgemeine Zeitung en 2013 ont incité la ZDF à suspendre les rediffusions des épisodes de Derrick et fait envisager à la Bavière de lui retirer son titre de « Ehrenkommissar », commissaire d'honneur de la police du Land où se déroulait la série policière, qui lui fut décerné en 1980.

#### La question du nazisme
L'article paru dans le Frankfurter Allgemeine Zeitung précise que l’on ne sait pas dans quelles circonstances la jeune recrue Tappert a intégré cette unité.
Herbert Reinecker, le scénariste de la série Inspecteur Derrick, qui a eu un engagement précoce dans le nazisme en tant que propagandiste, a affirmé quant à lui qu'il était impossible à cette époque pour un Allemand de comprendre la vraie nature du nazisme[réf. nécessaire].

### Théâtre
Après la guerre, Horst Tappert tient la comptabilité du théâtre de l'Altmark à Stendal, et pendant un certain temps travaille comme ouvrier spécialisé. Sa passion pour le théâtre grandit, et en 1946 il suit des cours auprès de Paul Rose. Ses premières expériences de la scène ont lieu à Köthen et au théâtre de Württemberg-Hohenzollern. Il poursuit sa carrière à Göttingen (1949-50), à Cassel (1950-51), à Bonn (1951-53), puis à Munich (1956-67). À partir de 1967 il devient acteur indépendant.

### Télévision et cinéma

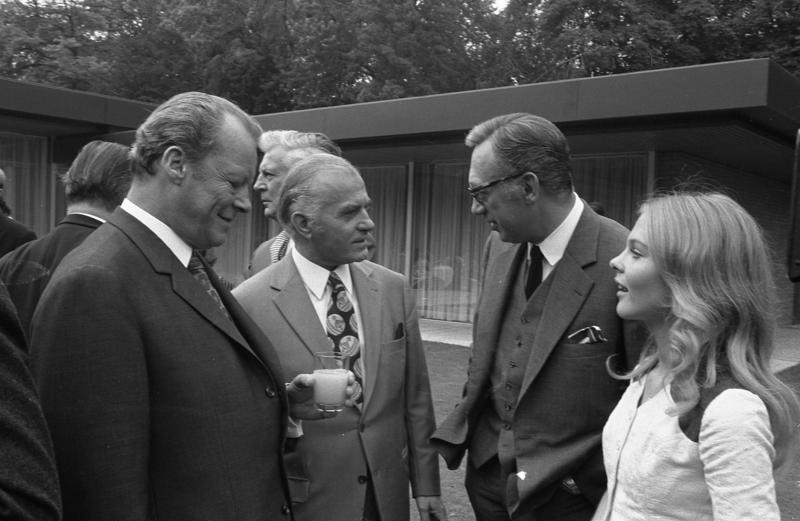
Horst Tappert et Heidi Hansen, reçus à Bonn par Willy Brandt en 1971.

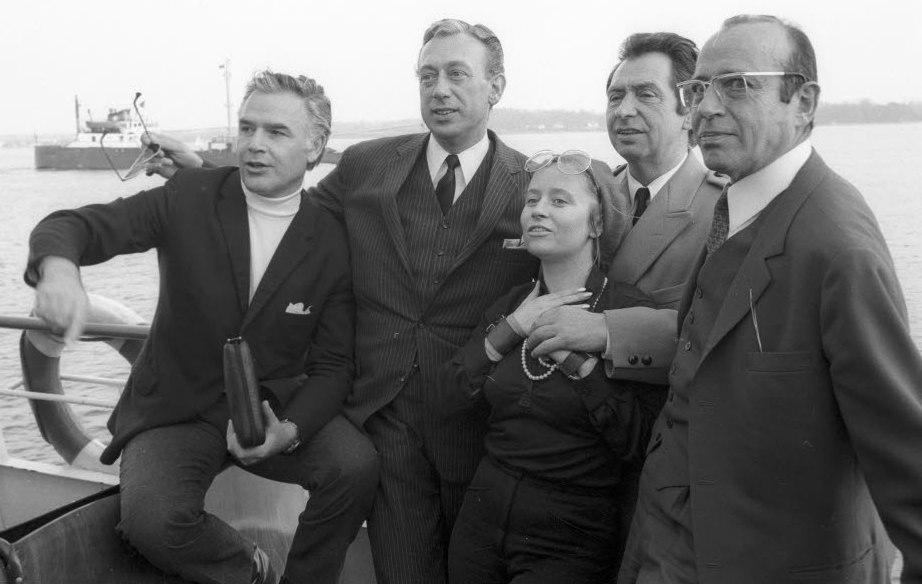
Pendant la présentation du film Sieben Tage Frist en 1969.

À la fin des années 1950, Horst Tappert fait ses premières apparitions au cinéma et à la télévision. Après le film Die Trapp-Familie in Amerika (1958) et Der Engel, der seine Harfe versetzte (1959), il approche déjà les rôles policiers avec celui d'un détective dans la série télévisée Zu viele Köche (1961). À la suite de son interprétation d'un vicaire dans Das Halstuch (1962), il participe la même année au tournage d'un film sur le Père Brown, Er kann's nicht lassen, où il joue un rôle de bandit aux côtés de Heinz Rühmann. En 1966 la télévision fait appel à lui pour une trilogie policière, Die Gentlemen bitten zur Kasse (de), dans laquelle il interprète le chef d'une bande de malfaiteurs à l'origine de l'attaque du train postal Glasgow-Londres. Les rôles de brigands lui conviennent et il apparaît dans Die Rechnung – eiskalt serviert mettant en scène le personnage de fiction Jerry Cotton.
En 1968 il joue dans des films inspirés de nouvelles d'Edgar Wallace, d'abord dans Der Hund von Blackwood Castle puis dans le rôle de l'inspecteur Perkins à deux reprises, Der Gorilla von Soho et Der Mann mit dem Glasauge (1969). Pour la ZDF, il travaille en 1968 dans l'une des premières séries policières, Das Kriminalmuseum. Deux ans plus tard il est l'inspecteur du film Inspektor Perrak greift ein. En 1971 il joue dans le téléfilm Yester–der Name stimmt doch? qui est directement inspiré d'une série à succès de 1967, Graf Yoster gibt sich die Ehre.
En 1972 il reprend un personnage de gangster qu'il avait déjà interprété dans Die Gentlemen bitten zur Kasse à l'occasion d'un téléfilm en deux parties Hoopers letzte Jagd. Même si le rôle reste le même, un braqueur pourchassé par un gentleman, le nom du personnage a changé (Michael Richardson au lieu de Michael Donegan).

### Inspecteur Derrick

Logotype de la série Inspecteur Derrick.

Helmut Ringelmann, un producteur qui planche sur une nouvelle série policière pour la ZDF, se souvient de Horst Tappert. Herbert Reinecker, qui écrit les scénarios de Der Kommissar, dans laquelle l'acteur tourne déjà entre 1970 et 1973, rédige la suite de cette série à succès. La nouvelle série s'appelle Inspecteur Derrick et doit montrer un nouveau genre de détective « psychologique ». Le premier épisode, Waldweg (Le chemin à travers bois), est enregistré en 1974. Il joue le rôle de l'inspecteur Stephan Derrick d'un commissariat de Munich, accompagné de son assistant Harry Klein (incarné par Fritz Wepper, interprétant déjà ce personnage dans la série Der Kommissar). Très vite, la série rencontre un succès qui dépasse les frontières allemandes. Elle est achetée par 108 pays et traduite en douze langues. La série compte au total 281 épisodes et se termine en 1998 après vingt-cinq ans de succès, par un épisode qui consacre la promotion de Derrick à l'Europol.
Le succès international de la série Derrick a valu à Horst Tappert une notoriété singulière. Le pape Jean-Paul II, qui était l'un de ses « fans », l'a rencontré en 1999. La police de la ville de Munich lui décerna le titre de « commissaire d'honneur » en 1980. La Norvège ira même jusqu'à offrir à Tappert un terrain où il construira l'une de ses maisons.

#### Réalisation pourDerrick
En plus de son rôle d'acteur dans Derrick, Horst Tappert a réalisé onze épisodes de 1986 à 1997.
- 1986 : Licenciement (Entlassen Sie diesen Mann nicht!)
- 1987 : Angoisse (Mädchen in Angst)
- 1987 : Folie (Absoluter Wahnsinn)
- 1989 : Comment attraper Bodetzki ? (Wie kriegen wir Bodetzki?)
- 1990 : Guerre d'industrie (Tödliches Patent)
- 1990 : Docteur Schöne (Abgrund der Gefühle)
- 1991 : Un mort sans importance (Der Tote spielt fast keine Rolle)
- 1995 : L'Indifférence (Katze ohne Ohren)
- 1996 : Le Secret de la confession (Die zweite Kugel)
- 1996 : La Chambre vide (Das leere Zimmer)
- 1997 : Le Message universel (Das erste aller Lieder)

### L'après Derrick
Il continue de tourner pour la télévision avec Herz ohne Krone en 2003, où on retrouve Franco Nero.

### Les dernières années

Tombe de Horst Tappert à Gräfelfing.

Horst Tappert s'installe ensuite à Gräfelfing près de Munich avec Ursula Pistor qu'il a épousée en 1957 et qui est comédienne dans la même école qu'Ellinor Hamsun, fille de Knut Hamsun.
Le 13 décembre 2008 il meurt dans une clinique de Munich à l'âge de 85 ans,.
Sa veuve décéde en septembre 2014 à Munich.

## Filmographie

### Cinéma
- 1958 : La Famille Trapp en Amérique (Die Trapp-Familie in Amerika) de Wolfgang Liebeneiner
- 1958 : Les soldats ne sont pas de bois (Helden) de Franz Peter Wirth : Officier bulgare
- 1958 : Wir Wunderkinder de Kurt Hoffmann : Schindler, le maître d'école
- 1959 : Der Engel, der seine Harfe versetzte de Kurt Hoffmann : Herr Parker
- 1959 : Jacqueline (de) de Wolfgang Liebeneiner : Haack, journaliste
- 1959 : La Belle Aventure (Das schöne Abenteuer) de Kurt Hoffmann : Frécon
- 1962 : Er kanns nicht lassen d'Axel von Ambesser : Simpson
- 1963 : Zwei Whiskey und ein Sofa de Günter Gräwert : Krause
- 1966 : Un cercueil de diamants (Die Rechnung – eiskalt serviert) de Helmuth Ashley : Charles Anderson
- 1968 : Le Château des chiens hurlants (Der Hund von Blackwood Castle) d'Alfred Vohrer : Donald Fairbanks
- 1968 : Heißer Sand auf Sylt de Jerzy Macc : Walter Bergmann, directeur de l'agence de voyage
- 1968 : Der Gorilla von Soho (de) d'Alfred Vohrer : Inspecteur David Perkins
- 1969 : L'Homme à l'œil de verre (Der Mann mit dem Glasauge) d'Alfred Vohrer : Inspecteur Perkins
- 1969 : Sieben Tage Frist (de) d'Alfred Vohrer : inspecteur en chef Klevenow
- 1970 : Crimes dans l'extase (Sie tötete in Ekstase) de Jesús Franco : l'inspecteur
- 1970 : Perrak (de) d'Alfred Vohrer : Perrak
- 1970 : Und Jimmy ging zum Regenbogen d'Alfred Vohrer : Forster
- 1971 : Bleib sauber, Liebling (de) de Rolf Thiele : Sous-secrétaire d'État Stubenrauch
- 1971 : Le Diable vint d'Akasava (Der Teufel kam aus Akasava) de Jess Franck : Dr. Andrew Thorrsen
- 1971 : Der Kapitän de Kurt Hoffmann : Carstens
- 1972 : Der Todesrächer von Soho de Jess Franck : Charles Barton (alias Bennett Reeds)
- 1974 : Auch ich war nur ein mittelmäßiger Schüler de Werner Jacobs : Dr. Siegfried Elsenbeck

### Télévision
- 1959 : Ruf ohne Echo, avec Hans Christian Blech
- 1961 : Ein schöner Tag, avec Joachim Teege, Hugo Lindinger, Trude Hesterberg
- 1962 : Zu viele Köche
- 1962 : Küß mich Kätchen, avec Peter Carsten, Harald Leipnitz, Christiane Maybach
- 1962 : Das Halstuch, avec Heinz Drache, Albert Lieven, Erica Beer, Eckart Dux
- 1963 : Das tödliche Patent, avec Wolfgang Preiss, Gisela Trowe, Siegfried Lowitz
- 1964 : Sechs Personen suchen einen Autor, avec Helmut Förnbacher, Robert Freitag
- 1964 : Der Aussichtsturm, avec Claudia Sorbas , Konrad Georg, Monika John
- 1964 : Leonce und Lena, avec Dieter Kirchlechner (de), Gertrud Kückelmann
- 1965 : Die Reise, avec Ulrich Faulhaber et Monica Berg
- 1965 : Eine reine Haut, avec Herbert Fleischmann
- 1966 : Das ganz große Ding, avec Carl-Heinz Schroth, Brigitte Grothum
- 1966 : Ein Tag in Paris, avec Paula Denk, Ingeborg Solbrig, Peter Fröhlich
- 1966 : Der Kinderdieb, avec Isolde Bräuner, Lucie Mannheim, Walter Jokisch
- 1966 : Der Mann aus Melbourne, avec Herbert Stass, Alf Marholm, Roma Bahn
- 1966 : Der Schwarze Freitag, avec Curd Jürgens, Dieter Borsche
- 1966 : Die Gentlemen bitten zur Kasse (de), avec Hans Cossy, Günther Neutze
- 1967 : Liebe für Liebe, avec Wolfgang Büttner, Helmut Griem, Klaus Löwitsch
- 1968 : Das Kriminalmuseum - Die Reifenspur
- 1972 : Hoopers letzte Jagd, avec Max Mairich, Liselotte Pulver, Florian Halm
- 1973 : Eine Frau bleibt eine Frau, avec Lilli Palmer
- 1974-1998 : Derrick
- 2000 : Der Kardinal - Der Preis der Liebe, avec Christine Reinhart, Enzo De Caro
- 2001 : In 80 Jahren um die Welt
- 2003 : Herz ohne Krone, avec Eleonora Brigliadori, Franco Nero, Jacques Breuer

## Doublage
- 2004 : Derrick - Die Pflicht ruft (Derrick - Le devoir n'attend pas !)